# Französischer Streifenfarn
Der Französische Streifenfarn (Asplenium foreziense) ist eine Pflanzenart aus der Gattung der Streifenfarne (Asplenium) innerhalb der Familie der Streifenfarngewächse (Aspleniaceae).

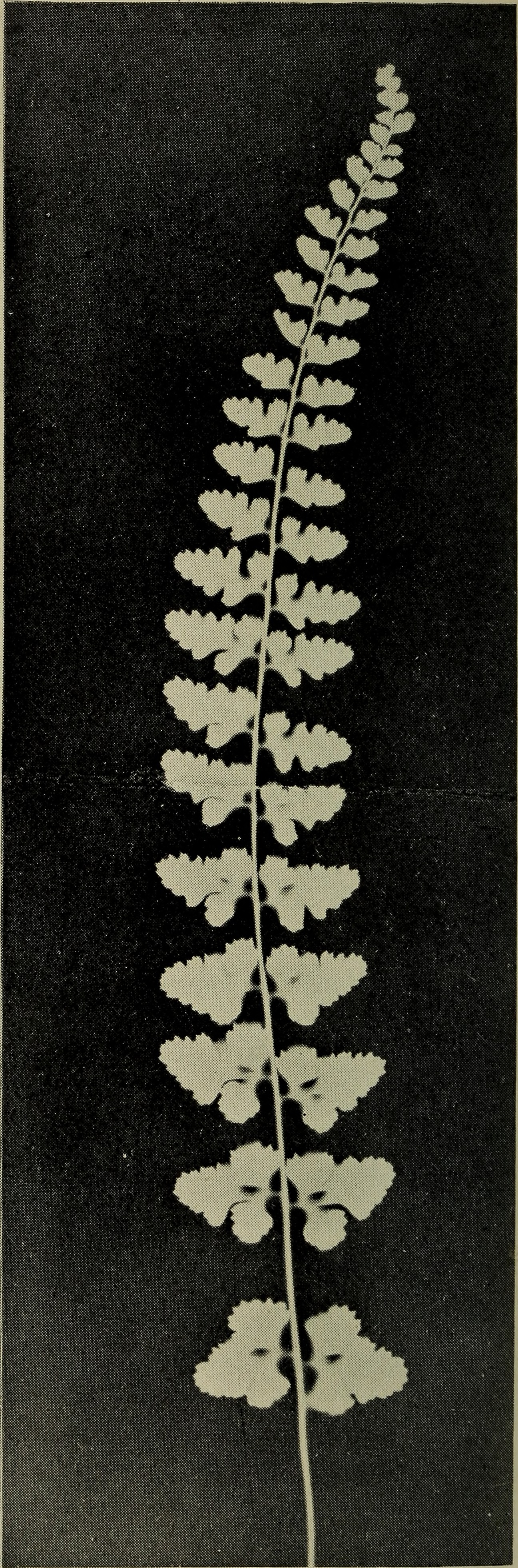
Blattspreite

## Beschreibung
Der Französische Streifenfarn ist eine ausdauernde krautige Pflanze und erreicht Wuchshöhen von 10 bis 20 Zentimetern. Das Rhizom ist etwa 3 Millimeter dick und am Ende mit schmalen, fadenförmigen, gegitterten Spreuschuppen besetzt. Die Wedel sind in Blattstiel und Blattspreite gegliedert. Sie überwintern und sind 10 bis 25 Zentimeter lang. Der Blattstiel ist ein Viertel bis halb so lang wie die Blattspreite. Bis zur Rhachis ist der Stiel braun. Die Rhachis ist grün. Die  doppelt bis dreifach gefiederte Blattspreite ist Umriss ist linealisch-lanzettlich und zum Grund hin kaum oder gar nicht verschmälert. Die Blattspreite besitzt auf jeder Seite 15 bis 20 Fiedern, die 1 bis 3 Zentimeter lang sind. Das unterste Fiederpaar ist häufig abwärts und zurück gerichtet. Jede Fieder besteht aus 1 bis 3 (bis 4) Paaren von Fiederchen; sie sind 6 bis 8,5 Millimeter lang. Die Fiederchen sind eckig gezähnt. Die Sori stehen vom Rand entfernt; sie bedecken aber später die ganze Unterseite. Das Indusium ist zerschlitzt.
Die Sporen sind von Juli bis September reif.
Die Chromosomenzahl beträgt 2n = 144. Die Art ist allotetraploid und durch Chromosomenverdoppelung aus einer diploiden Hybride von Asplenium fontanum x Asplenium obovatum hervorgegangen.

## Vorkommen
Der Französische Streifenfarn kommt vor in Marokko, Algerien, Spanien, Frankreich, Korsika, Sardinien, Italien, die Schweiz, die Niederlande, Belgien und Deutschland. Er ist in Mitteleuropa nicht heimisch und kommt hier als Neophyt (Neubürger) im rechtsrheinischen Rheinland-Pfalz, in der Schweiz und im Elsass vor. Er wächst auf Silikatfelsen und auf Mauern. Pflanzensoziologisch ist er mit der Ordnung Androsacetalia vandellii verbunden. Er ist in Deutschland gesetzlich geschützt.
Er gedeiht auf sonnigen bis schattigen Gneis- oder Granitfelsen und Mauern oder auf anderen Silikatgesteinen. In Frankreich steigt er bis etwa 860 Meter auf, in Spanien bis 1500 Meter Meereshöhe. In der Schweiz kommt er im Tessin bei Brissago vor. Er ist dort aber „stark gefährdet“.
Die ökologischen Zeigerwerte nach Landolt et al. 2010 sind in der Schweiz: Feuchtezahl F = 2 (mäßig trocken), Lichtzahl L = 4 (hell), Reaktionszahl R = 2 (sauer), Temperaturzahl T = 4 (kollin), Nährstoffzahl N = 2 (nährstoffarm), Kontinentalitätszahl K = 2 (subozeanisch).

## Taxonomie
Die Erstveröffentlichung von Asplenium foreziense erfolgte 1884 durch Charles Magnier in Flora Selecta Exsiccata, no. 743 (1884). Magnier hatte den Namen von Le Grand übernommen. Das Artepitheton foreziense verweist auf die Landschaft Forez im französischen Département Loire. Synonyme von Asplenium foreziense Magnier sind Asplenium halleri var. foresiacum Le Grand, Asplenium fontanum subsp. foresiacum (Le Grand) Christ, Asplenium foresiacum (Le Grand) Christ und Asplenium forisiense Le Grand.